# Viktor Smeds
Viktor Reinhold Smeds (18 settembre 1885 – Helsinki, 22 febbraio 1957) è stato un ginnasta e dirigente sportivo finlandese, vincitore della medaglia di bronzo nel concorso a squadre a Londra 1908. È stato presidente della Fédération Internationale des Luttes Associées (FILA) dal 1930 al 1952.

## Palmarès
- Giochi olimpici

Londra 1908: bronzo nel concorso a squadre.